# Вертхаймер, Стеф
Стеф (Зеэ́в) Вертхаймер (нем. Stef Wertheimer, ивр. סטף ורטהיימר‎; 16 июля 1926, Киппенхайм — 26 марта 2025) — израильский предприниматель и общественный деятель. Миллиардер, создатель промышленных парков в Галилее и Негеве, депутат кнессета 9-го созыва (от фракции ДАШ), лауреат Премии Израиля за 1991 год.

## Биография
Стеф Вертхаймер родился в Киппенхайме (Германия) в 1926 году. В 1937 году его семья, спасаясь от нацистского режима, иммигрировала в подмандатную Палестину. Стеф учился в тель-авивской школе «Нордау», но в 14 лет был исключён за драки и среднее образование так и не завершил. Он нашёл работу в мастерской по ремонту фотоаппаратов, затем работал в магазине, продающем оптическую технику. В 1943 году Стеф пошёл добровольцем в британские вооружённые силы, став техником по ремонту оптики на базе ВВС в Бахрейне. Вернувшись после войны в Палестину, он вступил в «Пальмах» и окончил лётные курсы, после чего работал в подпольной мастерской, конструируя оружие, а в 1948 году присоединился к диверсионному подразделению «Ифтах» в составе «Пальмаха».
В 1952 году Вертхаймер создал в Нагарии фирму «Искар» (ивр. ישקר‎), занявшись разработкой и выпуском режущих инструментов из сверхтвёрдых сплавов. Позже, в 1968 году, когда Франция, поставлявшая Израилю турбины для авиационных двигателей, ввела эмбарго, Вертхаймер основал новую компанию — «Технологият Лехавим», сумев заменить импортные детали для израильских ВВС отечественными. В 1982 году по его инициативе был создан промышленный парк Тефен в Галилее, и в дальнейшем Вертхаймер активно участвовал в создании таких промзон в Галилее и Негеве, а также в Турции. Им же был основан посёлок Кфар-Врадим в Галилее, первоначальное население которого состояло из работников его предприятий.
В середине 70-х годов Вертхаймер заинтересовался политикой и стал одним из создателей Демократического движения за перемены (ДАШ). Когда новая партия успешно выступила в 1977 году на выборах в кнессет, Вертхаймер стал депутатом, после раскола в движении ДАШ оставшись в рядах фракции «Шинуй». В кнессете он входил в комиссии по иностранным делам и обороне и по экономике, однако, по собственным словам, быстро пришёл к выводу, что как промышленник может принести обществу намного больше пользы, чем как политик.
В 2006 году было сообщено о приобретении 80 % акций компании «Искар» Уорреном Баффетом. Размер сделки составил 4 млрд долларов, и Вертхаймер, чей личный капитал уже к концу 2005 года составлял 2,4 млрд долларов, официально стал после этого самым богатым израильтянином. Остаток акций «Искара» был выкуплен Баффеттом у семейства Вертхаймера за два миллиарда долларов в 2013 году. Через год 51 % акций «Технологият Лехавим» был продан американскому концерну Pratt & Whitney; объём сделки не разглашался, но оценивается в сотни миллионов долларов.
Был женат, имел четырёх детей. Старший сын Стефа, Эйтан Вертхаймер — бывший генеральный директор «Искара» и владелец крупнейшего в Израиле племенного конезавода, отец израильской модели и актрисы Майи Вертхаймер.
Умер 26 марта 2025 года в возрасте 98 лет.

## Идеологическая позиция
Стеф Вертхаймер был убеждённым сторонником идеи израильско-арабского сосуществования. По его мнению, разрешить арабо-израильский конфликт может создание рабочих мест и экономическое процветание. В русле этой идеи он в 2002 году обратился к Конгрессу США с проектом «плана Маршалла для Ближнего Востока», предусматривающим американские финансовые вливания в развитие производства в этом регионе. Сам Вертхаймер в 2013 году открыл в преимущественно арабском Назарете парк высоких технологий — первую структуру этого типа в арабском секторе Израиля — и выступал с инициативами создания совместных предприятий с Иорданией, Ливаном и ПНА.
Хотя созданные Вертхаймером предприятия базируются на передовых технологиях, он не разделял позицию, согласно которой Израиль должен сосредоточиться на разработке хай-тека и предоставить производство странам с более дешёвой рабочей силой. Вертхаймер приводил в пример страны, которые сумели перестроить своё традиционное производство таким образом, чтобы успешно конкурировать с дешёвой китайской продукцией — Южную Корею, Германию, Финляндию и Швейцарию. На начало 2015 года только на предприятиях «Искар» в Израиле были заняты свыше 3000 работников (и более 12 тысяч во всём мире). Сам Верхаймер ещё с 1970-х годов уделял внимание совершенствованию систем профессионального образования; в частности, он способствовал расширению сети технических училищ ОРТ, а в промышленной зоне Тефен основал высшее инженерное училище.

## Признание заслуг
В знак признания заслуг Стефа Вертхаймера ему, несмотря на незаконченное среднее образование, присвоены почётные докторские степени хайфского Техниона и университета им. Бен-Гуриона в Беэр-Шеве. В 1991 году он стал лауреатом Премии Израиля, а в 2008 году был удостоен медали Бубера — Розенцвейга за свои усилия по достижению мира путём развития экономики. В 2014 году награждён Президентской медалью.